# Ludwig A. Pongratz
Ludwig A. Pongratz (* 1948 in Eiserfeld) ist ein deutscher Pädagoge. Er war von 1992 bis 2009 Professor für Allgemeine Pädagogik und Erwachsenenbildung an der Technischen Universität Darmstadt.

## Leben
Ludwig A. Pongratz promovierte 1976 mit einer Dissertation zum Thema Zur Kritik kybernetischer Methodologie in der Pädagogik (Frankfurt a. M. 1978). Nach Referendariat und wissenschaftlicher Assistententätigkeit habilitierte er sich 1984 mit der Schrift Bildung und Subjektivität. Historisch-systematische Studien zur Theorie der Bildung (Weinheim 1986) an der Rheinisch-Westfälischen Technischen Hochschule Aachen. 1992 wurde er auf eine Professur für Allgemeine Pädagogik und Erwachsenenbildung an der Technischen Universität Darmstadt berufen, die er bis 2009 innehatte.
Pongratz ist Vater von vier Kindern; zwei davon, Tobias und Daniel, sind als Hip-Hopper unter den Namen Panik Panzer und Danger Dan als Mitglieder der Formation Antilopen Gang bekannt.

## Forschungsschwerpunkte
Die Forschungsschwerpunkte von Ludwig A. Pongratz liegen im Feld der Erziehungs- und Bildungstheorie, der historischen und systematischen Pädagogik, der pädagogischen Methodologie sowie der Erwachsenen- und Weiterbildung. Ludwig A. Pongratz vertritt eine Kritische Bildungstheorie, die sowohl das Erbe der frühen Kritischen Theorie (vor allem Theodor W. Adornos) aufgreift wie auch an die bildungstheoretischen Entwürfe von Heinz-Joachim Heydorn und Gernot Koneffke anknüpft. Ludwig A. Pongratz gehört zudem zu den ersten deutschen Erziehungswissenschaftlern, die die Bedeutung der Diskurs- und Machtanalytik Michel Foucaults für die pädagogische Theoriegeschichte, Bildungsphilosophie und pädagogische Methodologie aufzeigten.
Seit Ende der 1990er Jahre positioniert sich Ludwig A. Pongratz als profilierter Kritiker systemtheoretisch-konstruktivistischer Ansätze in der Pädagogik („Untiefen im Mainstream“, Paderborn 2009) sowie als Kritiker der neoliberal ausgerichteten Bildungsreform seit der Jahrtausendwende („Das Bermuda-Dreieck der Bildung: Bologna – Lissabon – Berlin“, Paderborn 2009; Sackgassen der Bildung. Pädagogik anders denken, Paderborn 2010).
Zahlreiche seiner Publikationen sind inzwischen frei zugänglich über die Technische Universität Darmstadt.

## Funktionen
Ludwig A. Pongratz hatte zahlreiche Funktionen innerhalb und außerhalb der Hochschule inne: Er war Geschäftsführender Direktor des Instituts für Allgemeine Pädagogik und Berufspädagogik der TU Darmstadt, Dekan des Fachbereichs Humanwissenschaften der TU Darmstadt, Sprecher der Kommission Bildungs- und Erziehungsphilosophie und Vorstandsmitglied der Sektion Allgemeine Erziehungswissenschaft der DGfE (Deutsche Gesellschaft für Erziehungswissenschaft). 1985 hat er die Internationale Erich-Fromm-Gesellschaft mitbegründet. Darüber hinaus arbeitet Ludwig A. Pongratz seit 2007 als selbstständiger Supervisor (DGSv) und Coach mit eigener Praxis in Aachen.